# Potito Starace
Potito Starace (* 14. Juli 1981 in Benevento) ist ein ehemaliger italienischer Tennisspieler.

## Karriere
2001 wurde Starace Tennisprofi. 2004 erreichte er als Qualifikant mit Siegen über Dmitri Tursunow und Sébastien Grosjean die dritte Runde der French Open. Dort unterlag er der ehemaligen Nummer 1, Marat Safin, nach zwei vergebenen Matchbällen knapp in fünf Sätzen mit 7:64, 4:6, 6:3, 5:7 und 5:7. Im selben Jahr erreichte er die zweite Runde der US Open und gab sein Debüt im Davis Cup.
2007 zog er ins Finale des ATP-Turniers von Valencia ein, in dem er Nicolás Almagro in drei Sätzen unterlag. Bei den French Open erreichte er erneut die dritte Runde, in der er dem Weltranglistenersten Roger Federer unterlag.
Ende Juli erreichte er das Finale des Turniers von Kitzbühel, das er gegen Juan Mónaco verlor. Am 15. Oktober 2007 war Starace die Nummer 27 der Welt, seine beste Platzierung.
Am 22. Dezember 2007 wurde bekannt, dass Starace wegen illegaler Sportwetten ab dem 1. Januar 2008 für sechs Wochen gesperrt wurde.
Bei den Australian Open unterlag er 2009 in der ersten Runde dem erst 16-jährigen Bernard Tomic, der damit zum jüngsten Spieler wurde, der jemals ein Match bei einem Grand-Slam-Turnier gewonnen hat.
2010 stand Starace im Finale des ATP-Turniers von Umag, in dem er in zwei Sätzen Juan Carlos Ferrero unterlag. 2011 erreichte er das Endspiel von Casablanca, das er in zwei Sätzen gegen Pablo Andújar verlor. Damit verlor er auch sein viertes ATP-Finale.
2012 erreichte Starace mit seinem Doppelpartner Daniele Bracciali das Halbfinale der French Open, sie unterlagen der an Nummer 1 gesetzten Paarung Maks Mirny/Daniel Nestor mit 3:6 und 4:6. Insgesamt gewann Starace auf der ATP World Tour sechs Turniere in der Doppelkonkurrenz.
Am 7. August 2015 wurde er vom Gericht des italienischen Tennisverbandes mit einer lebenslangen Sperre und einer Geldstrafe von 20.000 Euro belegt. Ihm und Daniele Bracciali war vorgeworfen worden, Spiele manipuliert zu haben und an Wettbetrug beteiligt gewesen zu sein. Schließlich wurden sie Anfang 2018 von einem italienischen Gericht freigesprochen. Beide wollen nun eine Entschädigung fordern.

## Erfolge
| Legende (Anzahl der Siege)                           |
| Grand Slam                                           |
| ATP World Tour Finals                                |
| ATP World Tour Masters 1000                          |
| ATP International Series Gold ATP World Tour 500 (2) |
| ATP International Series ATP World Tour 250 (4)      |
| ATP Challenger Tour (20)                             |

| Titel nach Belag |
| Hartplatz (1)    |
| Sand (4)         |
| Rasen (0)        |
| Teppich (1)      |

### Einzel

#### Turniersiege

##### ATP Challenger Tour
| Nr. | Datum              | Turnier        | Belag | Finalgegner          | Ergebnis        |
| --- | ------------------ | -------------- | ----- | -------------------- | --------------- |
| 1.  | 16. Mai 2004       | Sanremo        | Sand  | Peter Wessels        | 6:4, 6:4        |
| 2.  | 6. Juni 2004       | Sassuolo       | Sand  | Alessio di Mauro     | 6:2, 6:3        |
| 3.  | 1. August 2005     | San Marino (1) | Sand  | Hugo Armando         | 6:4, 1:6, 6:3   |
| 4.  | 11. September 2005 | Genua          | Sand  | Flavio Cipolla       | 6:3, 7:63       |
| 5.  | 2. April 2006      | Neapel (1)     | Sand  | Alessio di Mauro     | 6:0, 5:1 aufgg. |
| 6.  | 1. April 2007      | Neapel (2)     | Sand  | Younes El Aynaoui    | 7:5, 6:2        |
| 7.  | 12. August 2007    | San Marino (2) | Sand  | Albert Montañés      | 6:4, 7:65       |
| 8.  | 6. April 2008      | Neapel (3)     | Sand  | Marcos Daniel        | 6:4, 4:6, 7:63  |
| 9.  | 5. Juli 2009       | Turin          | Sand  | Máximo González      | 7:64, 6:3       |
| 10. | 14. August 2011    | San Marino (3) | Sand  | Martin Kližan        | 6:1, 3:0 aufgg. |
| 11. | 5. Mai 2013        | Neapel (4)     | Sand  | Alessandro Giannessi | 6:2, 2:0 aufgg. |

#### Finalteilnahmen
| Nr. | Datum          | Turnier    | Belag | Finalgegner         | Ergebnis      |
| --- | -------------- | ---------- | ----- | ------------------- | ------------- |
| 1.  | 15. April 2007 | Valencia   | Sand  | Nicolás Almagro     | 6:4, 2:6, 1:6 |
| 2.  | 29. Juli 2007  | Kitzbühel  | Sand  | Juan Mónaco         | 7:5, 3:6, 4:6 |
| 3.  | 1. August 2010 | Umag       | Sand  | Juan Carlos Ferrero | 4:6, 4:6      |
| 4.  | 10. April 2011 | Casablanca | Sand  | Pablo Andújar       | 1:6, 2:6      |

### Doppel

#### Turniersiege

##### ATP World Tour
| Nr. | Datum              | Turnier          | Belag         | Partner                  | Finalgegner                        | Ergebnis          |
| --- | ------------------ | ---------------- | ------------- | ------------------------ | ---------------------------------- | ----------------- |
| 1.  | 4. März 2007       | Acapulco         | Sand          | Martín Vassallo Argüello | Lukáš Dlouhý Pavel Vízner          | 6:0, 6:2          |
| 2.  | 29. Juli 2007      | Kitzbühel        | Sand          | Luis Horna               | Tomas Behrend Christopher Kas      | 7:64, 7:65        |
| 3.  | 12. Oktober 2008   | Moskau           | Teppich (i)   | Serhij Stachowskyj       | Stephen Huss Ross Hutchins         | 7:64, 2:6, [10:6] |
| 4.  | 31. Oktober 2010   | Sankt Petersburg | Hartplatz (i) | Daniele Bracciali        | Rohan Bopanna Aisam-ul-Haq Qureshi | 7:66, 7:65        |
| 5.  | 24. September 2011 | Bukarest         | Sand          | Daniele Bracciali        | Julian Knowle David Marrero        | 3:6, 6:4, [10:8]  |
| 6.  | 10. Februar 2013   | Viña del Mar     | Sand          | Paolo Lorenzi            | Juan Mónaco Rafael Nadal           | 6:2, 6:4          |

##### ATP Challenger Tour
| Nr. | Datum              | Turnier       | Belag | Partner           | Finalgegner                             | Ergebnis          |
| --- | ------------------ | ------------- | ----- | ----------------- | --------------------------------------- | ----------------- |
| 1.  | 30. Juni 2002      | Sassuolo      | Sand  | Leonardo Azzaro   | Manuel Jorquera Diego Moyano            | 6:3, 6:2          |
| 2.  | 5. Juli 2009       | Turin         | Sand  | Daniele Bracciali | Santiago Giraldo Pere Riba              | 6:3, 6:4          |
| 3.  | 3. Mai 2013        | Neapel        | Sand  | Stefano Ianni     | Alessandro Giannessi Andrei Golubew     | 6:1, 6:3          |
| 4.  | 14. Juni 2014      | Caltanissetta | Sand  | Daniele Bracciali | Pablo Carreño Busta Enrique López Pérez | 6:3, 6:3          |
| 5.  | 12. Juli 2014      | San Benedetto | Sand  | Daniele Giorgini  | Hugo Dellien Sergio Galdós              | 6:3, 6:73, [10:5] |
| 6.  | 18. August 2014    | Cordenons     | Sand  | Adrian Ungur      | František Čermák Lukáš Dlouhý           | 6:2, 6:4          |
| 7.  | 6. September 2014  | Genua         | Sand  | Daniele Bracciali | Frank Moser Alexander Satschko          | 6:3, 6:4          |
| 8.  | 27. September 2014 | Sibiu         | Sand  | Adrian Ungur      | Alexandru-Daniel Carpen Marius Copil    | 7:5, 6:2          |
| 9.  | 6. Juni 2015       | Mestre        | Sand  | Flavio Cipolla    | Facundo Bagnis Sergio Galdós            | 5:7, 7:63, [10:4] |

#### Finalteilnahmen

##### ATP World Tour
| Nr. | Datum            | Turnier           | Belag | Partner          | Finalgegner                  | Ergebnis |
| --- | ---------------- | ----------------- | ----- | ---------------- | ---------------------------- | -------- |
| 1.  | 4. März 2006     | Acapulco (1)      | Sand  | Filippo Volandri | František Čermák Leoš Friedl | 5:7, 2:6 |
| 2.  | 7. Februar 2010  | Santiago de Chile | Sand  | Horacio Zeballos | Łukasz Kubot Oliver Marach   | 4:6, 0:6 |
| 3.  | 28. Februar 2010 | Acapulco (2)      | Sand  | Fabio Fognini    | Łukasz Kubot Oliver Marach   | 0:6, 0:6 |